# Єреванський автомобільний завод
Єреванський Автомобільний Завод (ЄрАЗ, вірм. Երեւանի ավտոմեքենաների գործարան) — автомобільний завод в Єревані (Вірменія), що випускав вантажівки що розвозять автофургони.
До складу ЄрАЗ також входили: Єреванський завод запчастин, Єреванський завод автонавантажувачів, Єреванський завод гідроапаратури .

## Історія

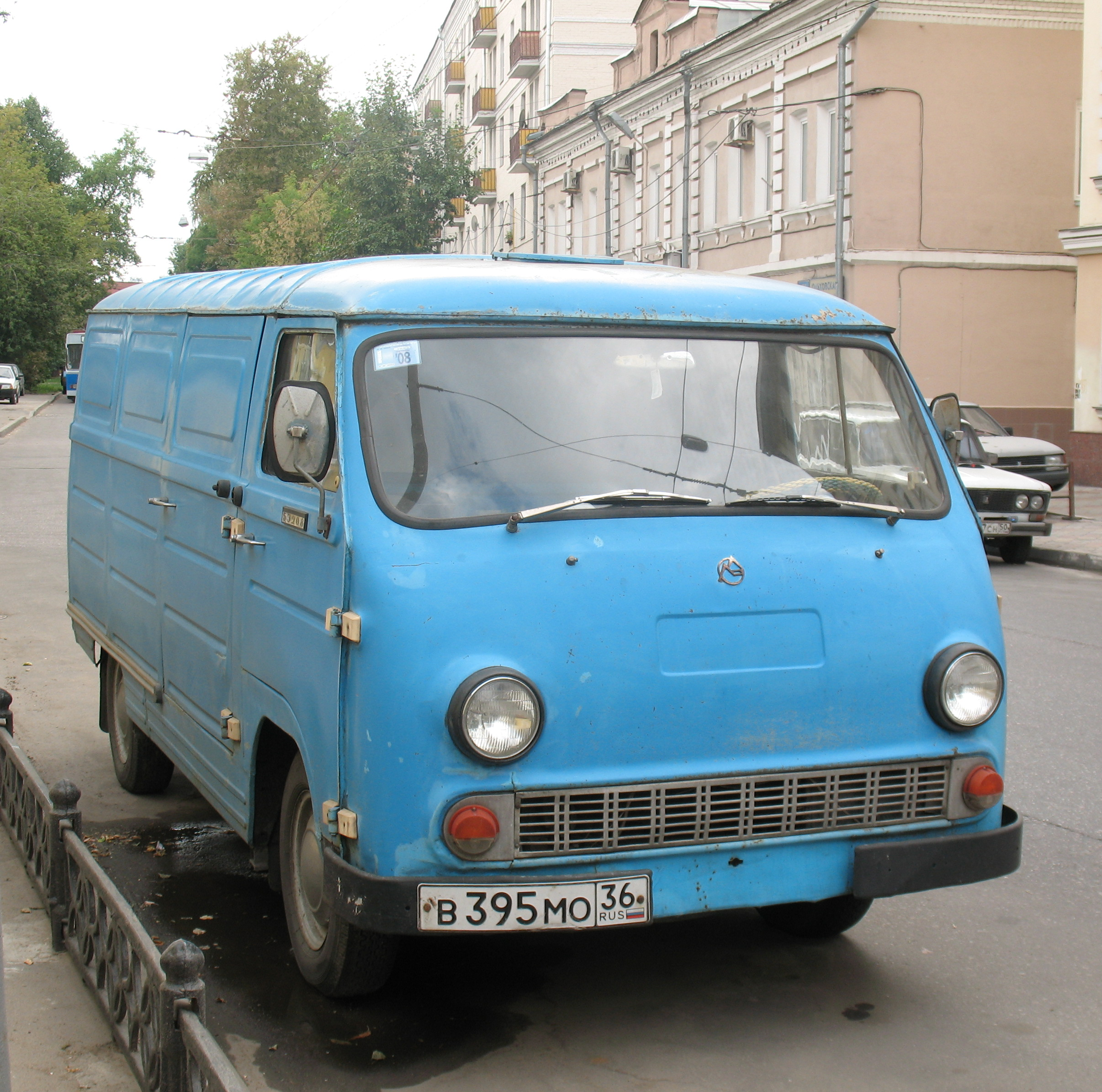
ЄрАЗ-762

31 грудня 1964 року рада міністрів Вірменської РСР видав постанову № 1084 «Про організацію в м Єревані в споруджуваних корпусах заводу" Автонавантажувач "заводу з випуску автомобілів-фургонів вантажопідйомністю 0,8-1,0 тн». 10 вересня 1965 року завод отримав назву «Єреванський автомобільний завод».
Протягом 1965 року 66 співробітників пройшли навчання на РАФ і УАЗ. У квітні 1966 року до документації РАФ були зібрані перші 2 автофургона моделі ЕрАЗ-762, розроблених в Ризі як РАФ-977К на базі мікроавтобуса.
Протягом 1966 року введено в дію виробничі потужності, розраховані на щорічний випуск до 400 автофургонів. У грудні того ж року виготовлені перші 36 серійних автомобілів ЕрАЗ-762. До 1968 року обсяг річного випуску склав 1000 автофургонів.
У вересні 1971 року розпочато випуск модернізованої моделі ЕрАЗ-762А, яку в 1976 році змінив ЕрАЗ-762Б, а в 1979 році — ЕрАЗ-762В. На базі фургона невеликими партіями випускалися рефрижератор ЕрАЗ-762Р, вантажопасажирський (п'ятимісний) фургон ЕрАЗ-762ВГП (з 1988 р) і «двухкабінний» (також п'ятимісний) бортовий легкий вантажний автомобіль ЕрАЗ-762ВДП.
У квітні 1982 року був випущений 100-тисячний фургон ЕрАЗ. У 1987 році досягнуто рекордний обсяг річного випуску — 16111 автомобілів.
У 1980-х роках завод приступив до реконструкції для освоєння нової моделі автофургона сучасного дизайну ЕрАЗ-3730, а також рефрижератора ЕрАЗ-37301 і мікроавтобуса ЕрАЗ-3218 на його базі. Однак, розпочате тільки в 1995 році, їх виробництво хоч і витіснило в 1996 році застарілий ЕрАЗ-762, але так і не стало таким же масовим.
У 1995 році завод приватизований, реорганізований в Акціонерне Товариство «ЕрАЗ».
У 2000 році на потужностях заводу передбачалося налагодити випуск автомобілів ВАЗ.
ВАТ «ЕрАЗ» в листопаді 2002 року рішенням Економічного суду Республіки Вірменія було визнано банкрутом на вимогу кредиторів, і виробництво на підприємстві було зупинено.

## Модельний ряд ЄрАЗ
- ЄрАЗ-762
- ЄрАЗ-3730